# Pricasso
Tim Patch, profesionalmente conocido como Pricasso, es un artista australiano famoso por pintar cuadros utilizando su pene, escroto y nalgas.

## Biografía
Descendiente directo del artista y caricaturista del siglo XVIII Thomas Patch, nació en el Reino Unido, aunque posee la nacionalidad australiana. Asistió a la Escuela Preparatoria de Oakwood en Chichester y luego asistió a la Escuela Bembibre en la Isla de Wight. Después de Bembibre, Patch fue a estudiar a la Escuela de Arte de Portsmouth y al Royal West of England Academy. En 1977 emigró desde el Reino Unido a Australia y desde 1978 hasta 1982 se dedicó a exponer tallas de madera y otras obras en las galerías de arte. En 1984 Patch fundó Hellfire Pottery con su hermana, que produjo varias obras de cerámica. Patch creaba los diseños y en un momento la fábrica llegó a tener 6 personas contratadas y fue produciendo 500 unidades por semana. En 2002, Patch empezó a trabajar en la construcción de una casa y galería de arte de estilo Gaudí, y durante este mismo periodo comenzó a trabajar como un retratista y caricaturista en los mercados en Queensland.

Algunas semanas después de ver Marionetas del pene, estaba en un baño de hombres cuando tuvo la idea de deslizar su pene a través de la tapa de acero inoxidable del urinario e hizo una cara sonriente. Tras esto, compró algunos caballetes y pinturas y metió su pene en la pintura y comenzó a pintar. Señaló que después de 30 segundos, debido al movimiento de mover su pene sobre la superficie rugosa de la tela tuvo una erección. Pricasso pensó que podía verse a sí mismo recibiendo dinero por crear arte si era capaz de conseguir un mejor y más rápido resultado, y le gustaba la idea de ser pagado por hacer las tres cosas que más le gustaba: la creación de arte, estar desnudo y la celebración de su pene. Señaló que tendría que controlar sus erecciones. Informó a un amigo de su capacidad, y estaba entusiasmado con la idea, y en una fiesta en la víspera del año 2005 reveló su habilidad de pintura utilizando el pene, y así, en 2006, Pricasso - un acrónimo del argot inglés para el pene y Picasso - nació como apodo.

## Sus obras y apariciones

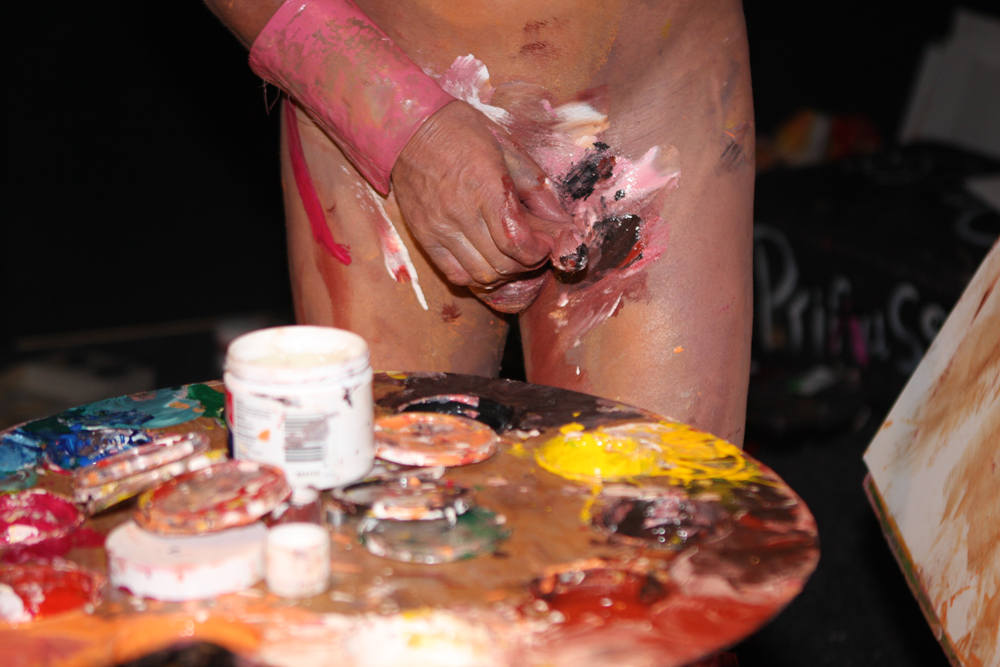
Aplicar pintura con su pene es parte del proceso creativo de Pricasso.

En una entrevista con Voima, Pricasso dijo que los retratos son el estilo más difícil de la pintura, y se fijó una meta de pintar un retrato con mirada precisa en 20 minutos. Debido a la pintura normal, que contiene cal y que carcome la piel, Pricasso hace sus propias pinturas a base de agua y no sufre de ninguna disfunción eréctil o infecciones. Antes de que comience con la pintura se cubre el pene y las nalgas en vaselina, a fin de trabajar por varias horas sin causar irritación a la piel.
Pricasso envió sus obras a galerías de arte, y no hubo mucha respuesta hasta que las envió a Sexpo Organisers, quienes las valoraron positivamente. Aunque el arte no es común en las ferias de sexo, desde 2006 Pricasso es un drawcard en exposiciones Sexpo en Australia y Sudáfrica, donde pinta retratos de los asistentes, además de ser un éxito en otras exposiciones sexuales por todo el mundo.
La aparición de Pricasso en la Expo de Sexo y Entretenimiento de México en 2010 fue cancelada después de que los censores de las autoridades de la Ciudad de México asistieran a la exposición para verificar los espectáculos. Hizo su debut en Norteamérica en el Miami Xposed Expo 2011 y firmó un acuerdo para aparecer exclusivamente en los futuros eventos Xposed Expo.

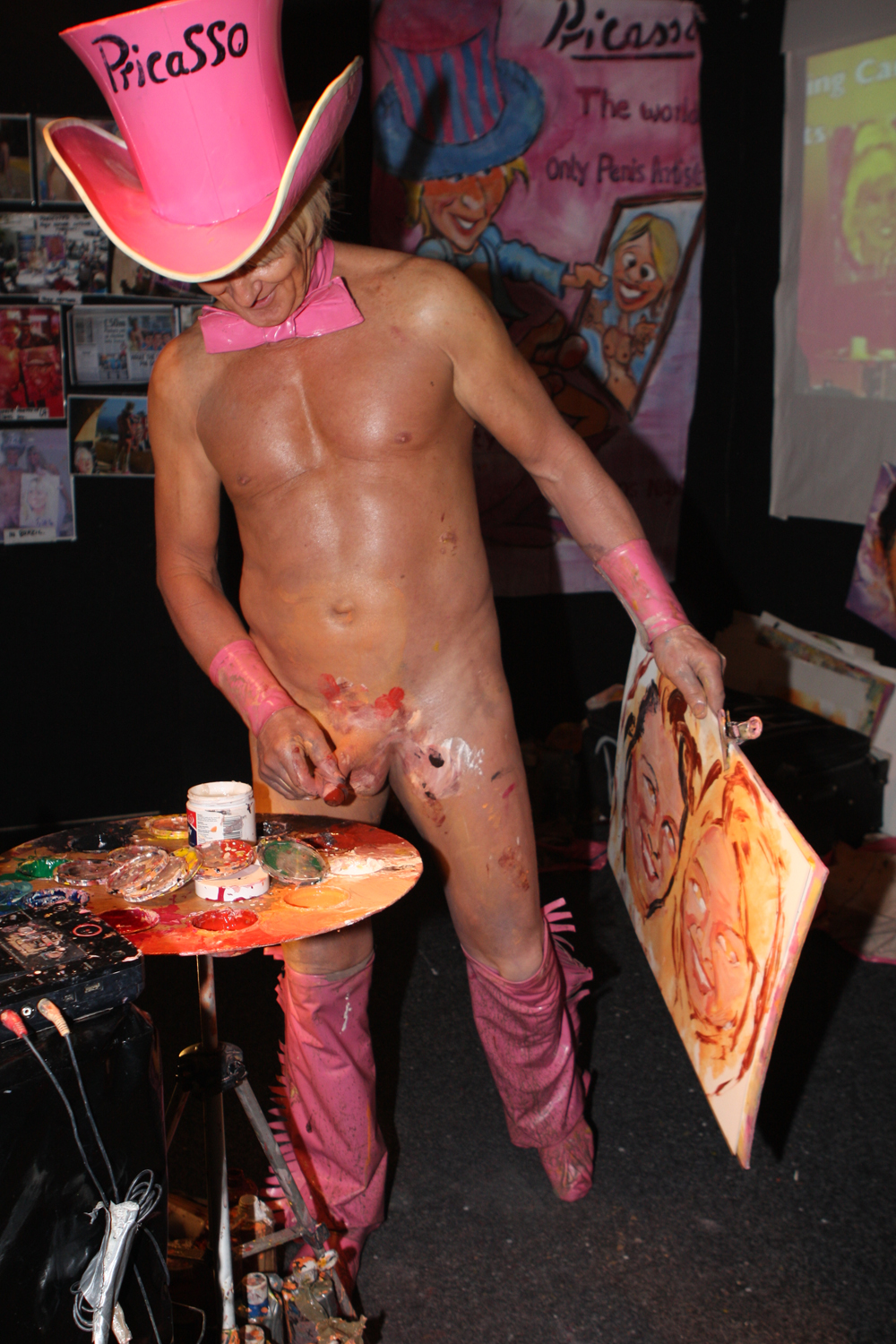
Pricasso realizando un cuadro

En 2008, Pricasso ganó con un autorretrato el prestigioso Premio Archibald. El autorretrato representa a Pricasso desnudo, vestido sólo con un sombrero y sosteniendo un lienzo que ocultaba su pincel. La presentación en 2008 se produjo después de una entrada sin éxito en la competición de un retrato del cirujano plástico Joseph Georghy. En sus presentaciones para el Premio Archibald, el Sídney Morning Herald citó a Pricasso diciendo: "Es sólo la percepción de lo que es bueno y lo que no de las personas. Usualmente puedo conseguir una buena imagen, pero creo que estoy rompiendo los límites un poco."
Pricasso dijo que, aunque es difícil tener gente famosa que se sienten para un retrato, ha hecho sesiones privadas con celebridades con la condición de que él no hablara con la prensa sobre el tema o tomar fotografías, pero se menciona a Charlie Murphy como una celebridad que se encontraba bien con él. Entre las celebridades de las que ha pintado retratos están Hugh Hefner, John Howard, Kim Beazley, George W. Bush, Robert Mugabe, Barack Obama, Carles Puigdemont, Jacob Zuma, la reina Isabel II, Kevin Rudd, Tony Blair y Luiz Inácio Lula da Silva, entre otros.
En el segundo semestre de 2010, Pricasso apareció en la cuarta temporada del programa televisivo alemán Das Supertalent. Después de pintar un retrato femenino en el escenario, Sylvie van der Vaart votó en contra de la actuación, pero avanzó a la siguiente ronda gracias al apoyo de los dos jueces varones, Dieter Bohlen y Bruce Darnell.

## Respuesta a su técnica
Pricasso no empezó a pintar con el pene hasta después de que su madre muriera. Dijo que era una técnica divertida y estimulante, y que habría encontrado su trabajo divertido. Cuando su padre se enteró de su obtención de fama por pintar retratos de John Howard y Kim Beazley con su pene, Pricasso se citado diciendo que su respuesta fue un movimiento de cabeza y murmurando "oh, oh querido, oh querido".
Nicholas Chare escribe que "acumulaciones gruesas de óleo parecen señales evidentes de la masculinidad", dado que algunos impresionistas y post-impresionistas describen sus pinturas como semen. Chare recuerda una carta de Vicent Van Gogh a Émile Bernard, en la que el artista holandés informa que el francés dijo "comer mucho, hacer bien los ejercicios militares, no andar mucho, y cuando lo hace sus pinturas serán tanto más espermático". Sostiene, además, que el hecho de aplicar la pintura sobre el lienzo está "cargado de connotaciones sexuales", y estas connotaciones se han realizado sobre el arte contemporáneo por Pricasso.